# マーティン・ディーゴ
- マルティン・ディーゴ

マーティン・マグダレノ・ディーゴ・リアノス（Martín Magdaleno Dihigo Llanos , 1905年5月25日 - 1971年5月20日）は、キューバのマタンサス州シドラ出身のプロ野球選手（投手、内野手、外野手）。右投げ右打ち。愛称は"El Maestro"（エル・マエストロ）。

## 経歴
1922-1923シーズンに16歳でキューバ国内リーグ"リーガ・クバーナ・デ・ベイスボル"のレオネス・デル・ハバナでプロ野球選手としてのキャリアを始めた。
1923年からアメリカ合衆国のニグロリーグのキューバ人選抜チームであるキューバン・スターズ (イースト)に所属し、当初は主に一塁手として出場していた。
ニグロリーグでは1926年にイースタン・カラードリーグの本塁打王のタイトルを獲得した。ニグロナショナルリーグのニューヨーク・キューバンズに所属した1935年にも2度目の本塁打王のタイトルを獲得するなど、打撃面でも目を見張る成績を残した。1936年を最後にニグロリーグを離れた。
キューバリーグでは1927-1928シーズン、1935-1936シーズン、1936-1937シーズン、1941-1942シーズンと計4度のMVPを獲得した。
メキシカンリーグでは1938年に打者として打率.387、また投手としては18勝2敗・防御率0.90の成績を残している。資料によれば、メキシカンリーグ史上最初のノーヒットノーランを達成（1937年9月16日）したのがディーゴだと言われている。また同年、当時の大投手だったサチェル・ペイジと対決した試合があり、その試合では前半にペイジと投手戦を演じたあと、9回に自ら決勝の本塁打を放ってチームを勝利に導くという大活躍をやってのけた。
その後は1945年にニグロリーグのニューヨーク・キューバンズの選手兼任監督として1年だけプレーして、イーストウェスト・オールスターゲーム（ニグロリーグのオールスターゲーム）にも10年ぶりに選ばれた。
1947年にキューバリーグでのキャリアを終え、メキシカンリーグで選手兼任監督としてプレーした。
1950年にキューバリーグで1試合だけ「現役復帰」して2回を投げた。通算107勝76敗は革命前のキューバリーグでは最も多い勝利数である。また、通算121完投もリーグ最多。
1951年にキューバ野球殿堂入りを果たした。
フィデル・カストロを早くから支持し、キューバ革命の成功後は亡くなるまでスポーツ省の大臣を務めていた。
1971年5月20日に死去。65歳没。
1977年にニグロリーグ特別委員会による選考でアメリカ野球殿堂入りを果たした。この他、メキシコ、ベネズエラ、ドミニカ共和国の野球殿堂にも名前を刻んでいる。

## プレースタイル
捕手以外の全ての守備位置を経験した。アメリカ野球殿堂入りした名一塁手であるジョニー・マイズは1943年にドミニカ共和国のウィンターリーグで一緒にプレーしたディーゴについて「すべての守備位置をこなすし、走塁も良く、監督もし、左右どちらでも打つことができた」。また、元ニグロリーガーのテッド・ページは「外野からの送球はロベルト・クレメンテよりも優れていた」というコメントを残している。アメリカ野球殿堂入りした元ニグロリーガーのバック・レナードやロサンゼルス・ドジャースのアル・キャンパニスゼネラルマネージャーは今までの人生で見た最高のプレイヤーとしてディーゴを挙げ、高く評価していた。ユーモアがあり、気立ての良いことで知られ、キューバの国民的英雄だった。

## 詳細情報

### 獲得タイトル・記録
NLB
- 本塁打王：2回 （1926年、1935年）
- オールスターゲーム出場：2回 （1935年、1945年）

### 各国リーグ通算打撃・投手成績
- ニグロリーグでの打撃成績：打率.307　長打率.511　1402打数　431安打　61二塁打　17三塁打　64本塁打　227打点　143四球　292得点　41盗塁
- ニグロリーグでの投手成績：26勝19敗　防御率2.92　354.0回　80与四球　176奪三振
- リーガ・クバーナ・デ・ベイスボルでの打撃成績：打率.298　長打率.408　2093打数　619安打　99二塁打　42三塁打　17本塁打　356得点　53盗塁
- リーガ・クバーナ・デ・ベイスボルでの投手成績：107勝56敗（1位）　121完投（1位）
- メキシカンリーグでの打撃成績：打率.317　出塁率.420　長打率.490　OPS.910　1917打数　607安打　110二塁打　29三塁打　55本塁打　370打点　185三振　327四球　14死球　7犠打　366得点　57盗塁
- メキシカンリーグでの投手成績：119勝57敗　防御率2.84　213試合　133先発　1523.2回　460与四球　21与死球　1066奪三振